# Simó Pons
Simó Pons, o Simon Pons, (Corbera de les Cabanes, 1861 - 1933) va ser un metge i botànic rossellonès que estudià els espermatòfits.

## Biografia
Es doctorà en medicina a Montpeller el 1884, i exercí a Illa (Rosselló). Va ser un gran estudiós de la flora pirenaica. Entre 1894 i 1899, conjuntament amb l'abbé Coste, va recopilar l'Herbarium Rosarum amb col·laboracions del germà Sennén, Charles Duffour, Joseph Soulié, Hippolyte Puech i Ernest Malinvaud; el botànic Michel Gandoger criticà l'obra al butlletí de la Societat Botànica de França durament, però Coste respongué immediatament. Pons va descriure científicament l'Adonis involucrata a la Flore de France de Rouy i Foucaud, a partir d'exemplars recol·lectats en la rodalia de Prada de Conflent. Cedí al museu de Viena del Delfinat un herbari important.
Els seus fills Simona i Josep Sebastià Pons foren poetes d'anomenada. La població d'Illa dedicà al doctor un carrer en homenatge.

## Obres
- Essai sur le bégayement Montpellier, 1884 (tesi doctoral)
- Hippolite Coste, Simon Pons Herbarium Rosarum Ille-Millau: imp. E.Aubert[4] - ?, 1895-1900, 218 pàg. en 5 fascicles (edició facsímil Charleston (S.C.): Nabu Press, 2010 ISBN 9781147758221)